# مانويل ماركيز روكا
مانويل ماركيز روكا (بالإسبانية: Manuel Márquez Roca) (7 سبتمبر 1968 ببرشلونة في إسبانيا - ) هو لاعب كرة قدم إسباني في مركز الدفاع. لعب مع AE Prat ‏.

## وصلات خارجية
- مانويل ماركيز روكا على موقع قاعدة بيانات كرة القدم.إي يو (الإنجليزية)
- مانويل ماركيز روكا على موقع Soccerway.com (الإنجليزية)
- مانويل ماركيز روكا على موقع عالم كرة القدم.نت (الإنجليزية)